# 北鉄金沢バス北部営業所

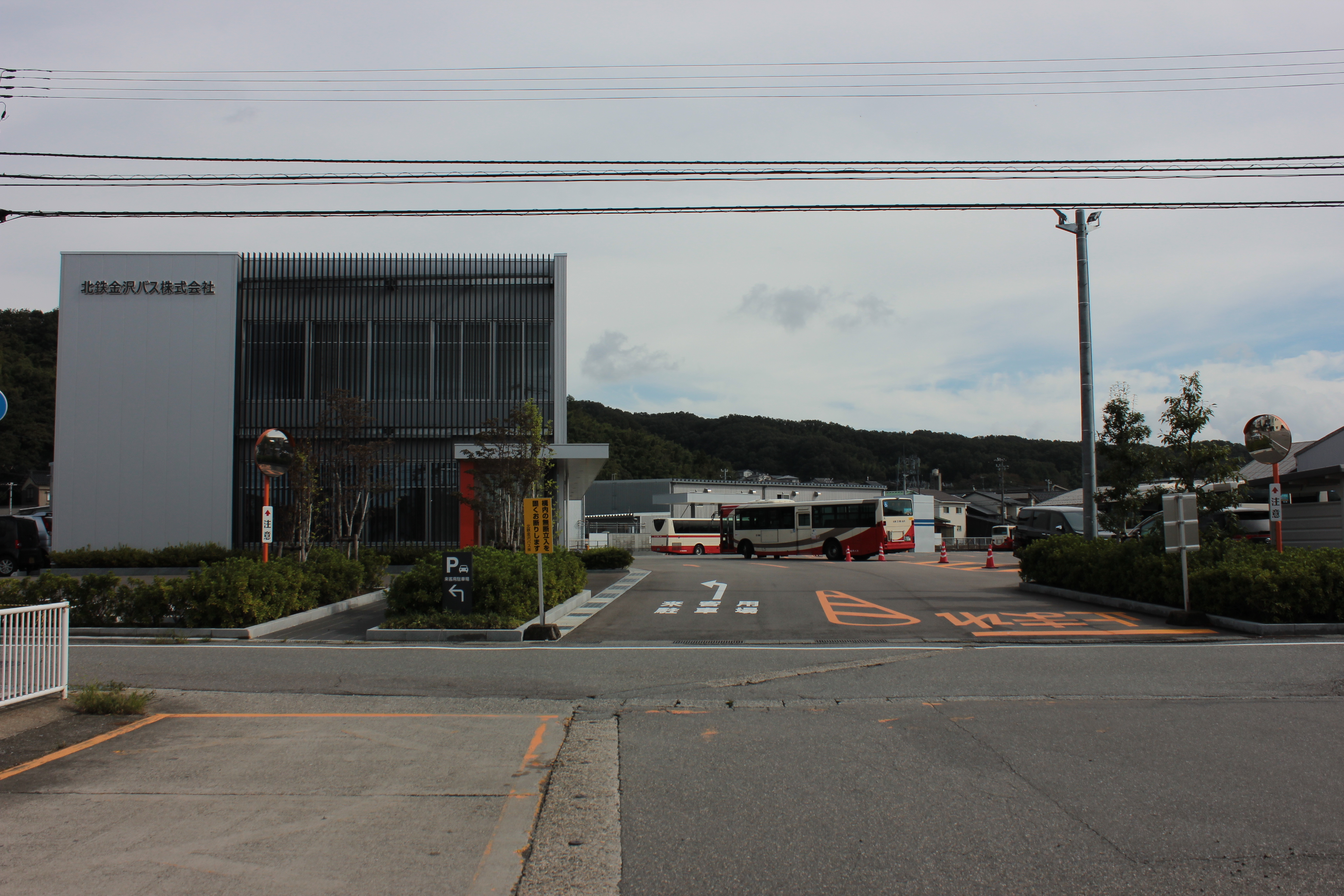
北鉄金沢バス北部営業所

北鉄金沢バス北部営業所（ほくてつかなざわバスほくぶえいぎょうしょ）は、石川県金沢市柳橋町にある北鉄金沢バスの営業所である。
最寄り停留所は「柳橋」である。

## 沿革
- 1962年7月7日：胡桃町営業所を移転、柳橋営業所として発足。
- 2001年3月4日：北陸鉄道柳橋営業所及び東部営業所からの大量路線移管（一部管理委託）に伴う分社化によりほくてつバス北部営業所となる。
- 2012年10月1日：グループ再編により北鉄金沢バスの営業所となる。

## 現行路線

### 錦町粟崎線
- ←70／10→：内灘駅／コマツ金沢工場 - 上諸江 - 金沢駅西口 - 香林坊 - 小立野 - 東部車庫 - 金沢学院大学
- 10：金沢駅西口 - 香林坊 - 小立野 - 東部車庫 - 金沢学院大学
- 70：内灘駅／コマツ金沢工場 - 上諸江 - 金沢駅西口
- 77：西割出→上諸江→金沢駅西口
- 医大病院→上諸江→金沢駅西口→彦三→金沢星稜大学・高校（平日・土曜のみ運行）
  - 1998年3月：70問屋団地線（内灘駅／粟崎～金沢駅東口～兼六園下）と10錦町A線（金沢駅東口～香林坊～兼六園下～東部車庫・金沢学院大学）との路線統合により発足。
  - 2009年6月1日：成巽閣前経由から兼六園下経由に変更される。
  - 2010年4月1日：粟崎地区の「コマツ金沢工場」まで一部便を延伸。

### 錦町B線
- 11：金沢駅 -リファーレ前（下り）／六枚町（上り）- 橋場町 - （金沢大学附属病院） - 石川県立図書館
- 11：金沢駅 - 橋場町 - 小立野 - 東部車庫 - 金沢学院大学
- 11快速：金沢駅 - 金沢大学附属病院 - 東部車庫（武蔵ヶ辻・近江町市場、兼六園下・金沢城、出羽町、金沢大学附属病院、天徳院前、永安町のみ停車、平日のみ運行）
- 11：金沢駅→橋場町→小立野→如来寺前／辰巳丘高校（平日のみ運行）
- 16：金沢駅←橋場町←小立野←東部車庫←上辰巳（平日のみ運行）
  - 旧・東部営業所管轄の路線である。
  - 1998年3月：金沢駅西口発着となる。
  - 2003年4月：全便のうち金沢駅西口～錦町系統のみほくてつバスに移管。（方向幕は11だが、湯涌線の1系統扱い）
  - 2008年4月：ほくてつバスに完全移管となる。（一部、北陸鉄道本体便も残存）
  - 2008年12月21日：金沢駅東口発着に戻る。
  - 2022年7月16日：金沢大学附属病院系統を、同日に開館する石川県立図書館まで延伸[2]。
  - 2023年4月1日：昼間時間帯の崎浦・県立図書館口以南を大幅に減便。
  - 2023年10月1日：金沢美術工芸大学前バス停を新設。

### 湯涌線
- 12：金沢駅 - （錦町B線と同経路）- 小立野 - 田上口 - （北陸大学太陽が丘） - （北陸大学薬学部） - 湯涌温泉
  - 旧・東部営業所管轄の路線である。
  - 1998年3月：金沢駅西口発着となる。
  - 2003年4月：ほくてつバスに移管。
  - 2008年12月21日：金沢駅東口発着に戻る。

### 上荒屋線
- 50：金沢駅／金沢大学附属病院／兼六園下・金沢城 - 香林坊 - 白菊町 - 西金沢駅西口 - 上荒屋西 - いなほ工業団地／イオンモール白山
- ←50／50→：柳橋／御所二丁目／金沢星稜大学・高校 - 彦三 - 香林坊 - 白菊町 - 西金沢駅西口 - 上荒屋西 - いなほ工業団地／イオンモール白山
- 柳橋→彦三→香林坊→寺町一丁目→金大附属学校自衛隊前（平日のみ運行）
- 金大附属学校自衛隊前←二水高校前←金沢高校前←西金沢←上荒屋西（平日のみ運行）
- 55：金沢駅 - 香林坊 - 有松 - 伏見橋 - 八日市三丁目 - イオンモール白山
  - 2009年5月31日：兼六園下方向のみ広坂経由に変更される。
  - 2010年8月31日：55キリンビール系統を廃止。
  - 2021年7月15日：55やすらぎホーム前からイオンモール白山まで延伸。
  - 2022年4月1日：野々市営業所廃止に伴い、共管から北部営業所単独の管轄となる。50上荒屋西からイオンモール白山まで延伸[3]。従来の55番は区別を促がすため反転表示で強調された。
  - 2023年4月1日：兼六園下モータープールの廃止に伴い、50番の兼六園下・金沢城発着便の大半を柳橋発着、一部を金沢大学附属病院発着に変更、55番は金沢駅発着に変更[4]。
  - 2024年3月16日：50一部の便が金沢駅発着となる。これに伴い武蔵ヶ辻ー柳橋間の便が大幅に減少。
  - 2025年3月15日：彦三方面から金大附属学校への通学便を新設[5]。

### 西金沢線
- 53：兼六園下・金沢城 - 香林坊 - 泉新町 - 西金沢
- ←96／53→：金沢大学 - 旭町 - 兼六園下・金沢城 - 香林坊 - 泉新町 - 西金沢
  - 2018年4月1日：西金沢方向のみ丸の内経由に変更される。（錦町野々市線も同時に丸の内経由に変更）
  - 2022年4月1日：野々市営業所廃止に伴い、共管から北部営業所単独の管轄となる。
  - 2024年3月16日：西金沢方面の一部が香林坊止まりとなる。

### 柳橋円光寺線
- ←80／32→：（本津幡駅→）柳橋 - 橋場町 - 香林坊 - 有松 - 円光寺
- ←85／32→：木越住宅 - 福久 - 柳橋 - 橋場町 - 香林坊 - 有松 - 円光寺

### 柳橋寺町線
- 81：柳橋 - 兼六園下・金沢城 - 香林坊 - 寺町一丁目 - 泉野出町一丁目

### 鳴和・増泉線
- 82：柳橋 - 鳴和／金沢星稜大学・高校 - 中島大橋 - 金沢駅 - 富本町 - 西金沢
  - 2012年10月1日：加賀白山バスから北鉄金沢バス野々市営業所に移管。
  - 2021年4月：金沢駅 - 西金沢間のみを運行する便の幕番がなくなる。
  - 2022年4月1日：金沢駅 - 西金沢間のみを運行する便が消滅。
  - 2022年4月1日：野々市営業所廃止に伴い、共管から北部営業所単独の管轄となる。
  - 2024年3月16日のダイヤ改正により、金沢星稜大学・高校経由が学期期間中のみだったが、学期休み期間も経由されるようになる。

### 石引線
- 83：東金沢駅／柳橋 - 橋場町 - 金沢大学附属病院 - 猿丸神社前 - 金大附属学校自衛隊前（金沢大学附属病院は一部通過）
  - 2021年4月：東金沢駅 - 金沢星稜大学・高校の区間便を廃止。
  - 2023年4月1日：土・休日運休に変更。

### 木越円光寺線
- ←84／32→：木越住宅 - 千木 - 橋場町 - 香林坊 - 有松 - 円光寺
  - 2023年4月1日：大浦保育園前 - 木越住宅間を廃止[4]。

### 津幡線
- 87：本津幡駅 - 津幡駅前 -  八幡 -  森本駅前 - 柳橋 - 彦三 - 香林坊 - 野町駅
  - 2021年4月1日：森本駅前ロータリーへの乗り入れを開始。また野町駅系統は片道1本のみとなった。
  - 2023年4月1日：津幡中央 - 二日市 - 森本駅前間（旧道経由）を廃止、兼六園下モータープールの廃止に伴い兼六園下・金沢城間への乗り入れを取りやめ野町駅発着に統一[4]。

### 東山線
- 88：金沢駅 - リファーレ前（下り）／六枚町（上り）- 橋場町 - 柳橋
  - 2015年3月14日：運行開始（復活）。当初は無番で運行されていた。
  - 2022年4月1日：幕番88を付番。この番号は前日まで東金沢金大線の東金沢駅行きが使用していた。

### 元町有松線
- ←89／33→：東金沢駅 - 元町福祉健康センター前 - 香林坊 - 寺地 - 金沢工業大学（平日のみ運行）
  - 2012年10月1日：加賀白山バスから北鉄金沢バス野々市営業所に移管。
  - 2022年4月1日：野々市営業所廃止に伴い、共管から北部営業所単独の管轄となる。

### 北陸大学線
- 95：金沢駅 - 香林坊 - 旭町一丁目 -  山環田上 -  太陽が丘ニュータウン - 北陸大学太陽が丘 - 北陸大学薬学部
  - 旧・西部営業所及び東部営業所（1998年3月より担当）管轄の路線である。
  - 開設当初は「旭町・北陸大学線」が正式名称だったが、のちに「北陸大学線」に改称されている。
  - 1998年3月：香林坊発着から金沢駅発着に延伸。
  - 2003年4月：ほくてつバスに移管。
  - 2012年10月の｢北鉄金沢バス｣発足に伴い、旧・西部営業所を前身とする中央営業所も運行に復帰している。
  - 2023年4月1日：旭町一丁目行きを新設。

### 東金沢金大線
- 99：東金沢駅 - 金沢星稜大学・高校 - 若松 - 金沢大学（平日のみ運行）
  - 2022年4月1日：両方向とも99番に統一。前日までは東金沢駅行きは幕番が88だったが、このダイヤ改正で88番は東山線に付番された。

## 車両
前身の北陸鉄道柳橋営業所時代の1996年まで、一般路線車は三菱ふそう車主体であったが、同年秋のワンステップバス導入の際に日野・ブルーリボンが大量に導入されたのを契機に、日野車も多く導入されるようになっている。さらに2000年春、北陸鉄道自体の経営合理化の一環として、日産ディーゼル製の小型ワンステップ車も幹線系統を中心に大量に導入されたが、積み残しが生じるなど輸送能力に支障を来していたことから淘汰され、その代替でグループ他社から大型路線車を獲得して輸送力の回復を図っている。